# Egedal
Pour l’article ayant un titre homophone, voir Eggedal.
La commune de Egedal est une commune danoise de la région Hovedstaden. La population de la commune s'élevait en janvier 2020 à 43 354 habitants alors que sa superficie est de 125,79 km².

## Histoire
La commune de Egedal est le résultat du rassemblement des 3 communes de:
- Ledøje-Smørum
- Stenløse
- Ølstykke